# 梅花錶

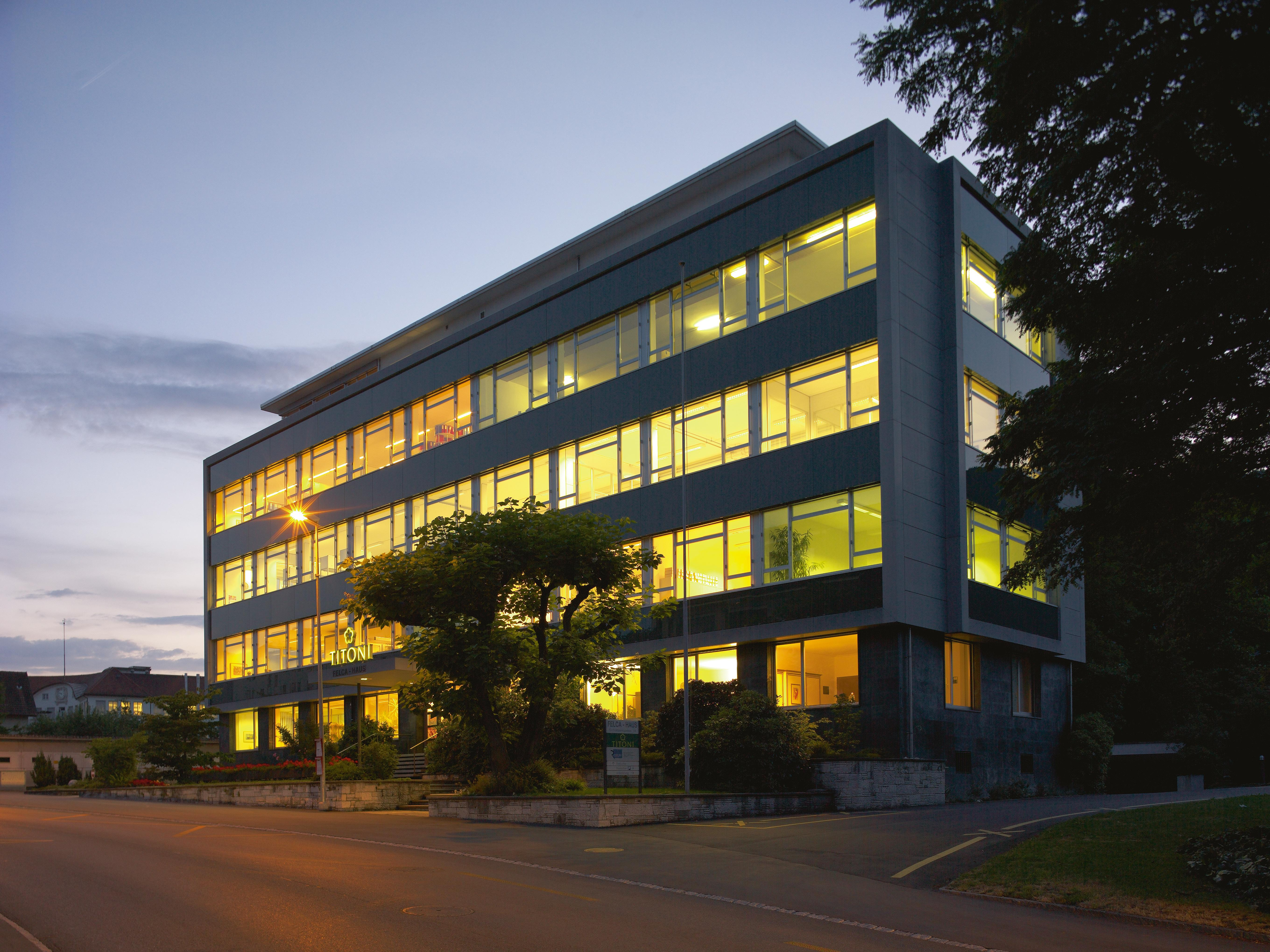
座落在格倫興的梅花錶公司

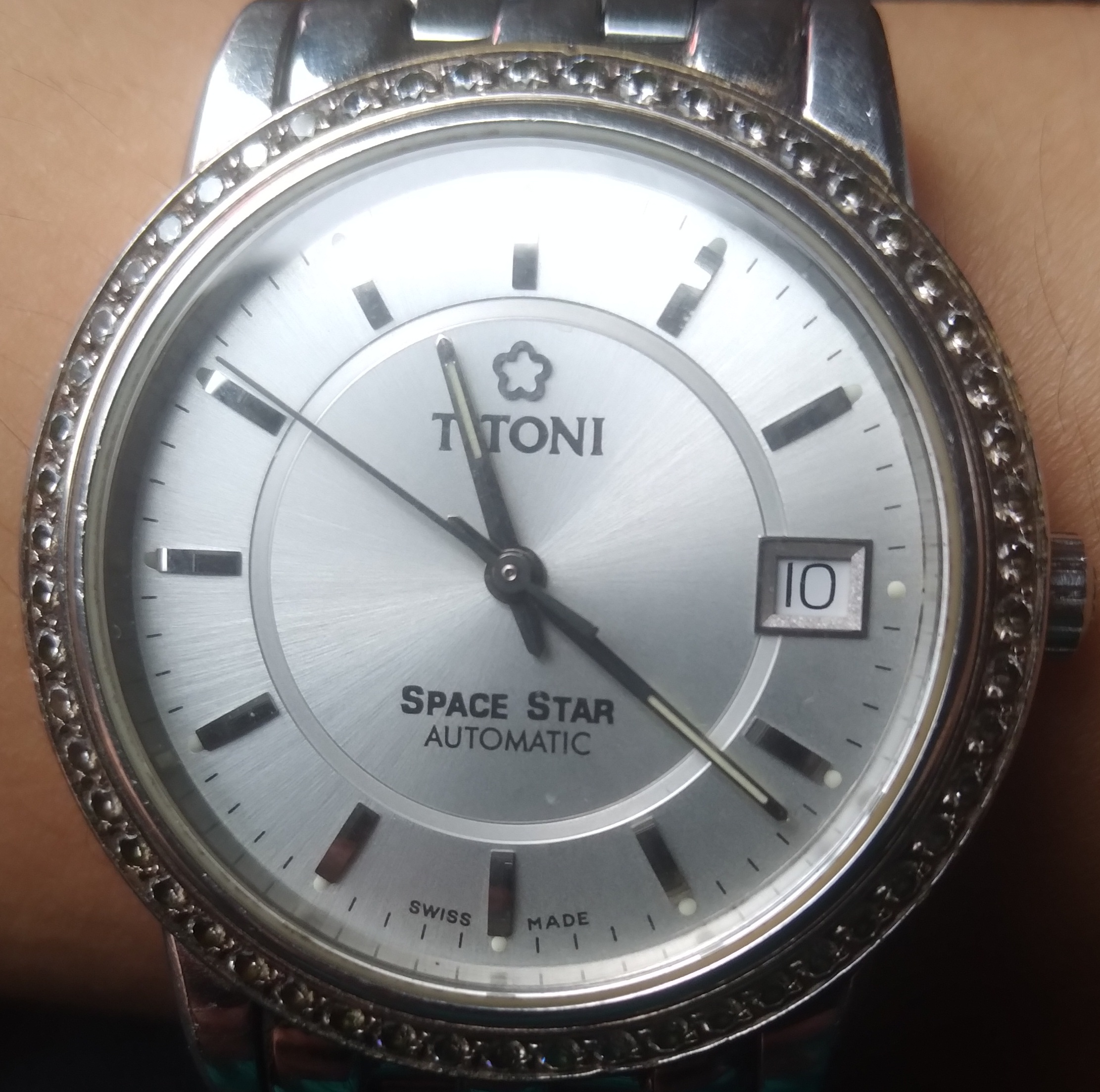
一块中古梅花表，属于Space Star系列，镶嵌天然钻石。

瑞士梅花表（TITONI），在香港及东南亚旧译梅花嘜表，是瑞士的鐘錶製造商梅花錶公司旗下的手錶品牌。梅花表厂由費利茲·史洛普（Fritz Schluep）於1919年創立，位於瑞士的钟表制造业重镇格倫興，其原名为费尔科钟表公司（Felco Watch Co. ），1943年更名为费尔卡钟表公司（Felca Watch Co.），约1950年，该公司面向亚太地区推出品牌TITONI，即梅花表。由于梅花表大获成功，自1981年起，费尔卡公司将其他资源整合进TITONI品牌中。时至今日，企业仍為史洛普家族掌管（现为第三代），是瑞士仅存的数家创始家族掌舵的钟表品牌。其业务遍布全球一百多个国家和地区。所有梅花錶均为瑞士制造，產品以自動機械錶為主，也包括石英表；2019年為慶祝成立100週年，推出第一款梅花原廠机械機芯，名為T10，并使用于极具纪念意义的LINE1919系列手表。

## 外部連結
- 梅花錶官方網頁 （页面存档备份，存于）
- titoni.com.tw